# 17131 Paulazhu
17131 Paulazhu este o planetă minoră (asteroid), cu un diametru de 4,7 km, din centura de asteroizi. A fost descoperită pe 12 mai 1999 la Experimental Test Site⁠(d) de Lincoln Near-Earth Asteroid Research. 
Obiectul prezintă o orbită caracterizată de o semiaxă mare de 2,9831381 UAi, o excentricitate de 0,1014643, o înclinație de 10,59929 ° în raport cu ecliptica.